# Чедомир Јаневски
Чедомир Јаневски (мкд. Чедомир Јаневски; Скопље, 3. јул 1961) је бивши југословенски и македонски фудбалер, а данас фудбалски тренер.

## Играчка каријера
Прве фудбалске кораке направио у млађим категоријама скопског Вардара и за „црвено-црне“ дебитовао у првом тиму у сезони 1982/83. У дресу Вардара је од 1982. до 1989. одиграо 160 првенствених сусрета и постигао 9 голова. Био је првак Југославије (1986/87), али је касније та титула додељена Партизану.
Као интернационалац је играо у белгијским клубовима - Клуб Бриж, Шарлроа и Локерен, а кратко време је играо и у турском Истанбулспору.
За репрезентацију Југославије наступао на два сусрета. Дебитовао је 29. августа 1987. у Београду против СССР-а (0:1), а од „плавих“ се опростио 16. децембра 1987. у Смирни против Турске (3:2). Наступао је и за репрезентацију БЈР Македоније – одиграо 5 мечева и постигао један погодак.

## Тренерска каријера
Након завршетка играчке каријере постао је тренер. Водио је нижеразредни белгијски тим Бленкенберг, био тренер у млађим категоријама Клуб Брижа, помоћни тренер у грчком Олимпијакосу, помоћни тренер у белгијском Генту, помоћник у Ал Шабу (Емирати).
Шеф стручног штаба београдске Црвене звезде је био од октобра 2008. до маја 2009. године, када је тај клуб био трећи у Суперлиги Србије, иза Партизана и Војводине, док је у Купу елиминисан у полуфиналу од Севојна. Након „црвено-белих“, као тренер водио кипарски Еносис (2009–11) и Етникос (2011–12).
Крајем августа 2012. постављен је за новог селектора фудбалске репрезентације Македоније, која је била ривал Србије у квалификацијама за Светско првенство 2014. у Бразилу. Саставио тим Македоније који је савладао репрезентацију Србије (1:0) у Скопљу. У октобру 2013. пред гостовање Македоније у Јагодини против Србије, напустио клупу Македоније и вратио се у Белгију, пошто је постигао ангажман са Монсом, а као разлог навео је жељу да буде уз породицу која живи у Белгији.

## Успеси

### Играчки
Клуб Бриж
- Првенство Белгије: 1989/90.
- Куп Белгије: 1990/91.

### Тренерски
Олимпијакос (као помоћни тренер)
- Првенство Грчке: 2005/06. (као помоћни тренер)[3]
- Куп Грчке: 2005/06. (као помоћни тренер)[3]

Клуб Бриж
- Куп Белгије: 2006/07.[3]